# MySims
MySims (спочатку The Sims Wii) — відеогра розроблена EA Redwood Shores і видана Electronic Arts як спіноф серії The Sims для Nintendo DS і Wii в 2007 році, а потім перевидана для Microsoft Windows і мобільних телефонів в 2008 році.
Гра стала першою в серії MySims.

## Ігровий процес
Як і в попередніх іграх серії The Sims, спілкування і формування відносин з людьми є одним з основних напрямків ігрового процесу. Гравець створює персонажів в стилі персонажів Mii-каналів, а також розвивати місто, може змінювати будинки персонажів і додавати меблі та техніку з використанням набору готових будівельних блоків. Таке будівництво дозволяє створювати об'єкти за допомогою креслень, відгалужень з віртуального каталогу, вперше використаного в The Sims. Існує 80 персонажів, з якими гравець може взаємодіяти у версії Wii та 30 персонажів у версії Nintendo DS. Серед них такі як божевільний вчений, маг, бібліотекар, шеф-кухар піцерії чи тренер з бойових мистецтв. Деякі з цих персонажів можуть попросити гравця створити речі для них. Якщо персонаж гравця стане найкращим другом іншого персонажа, то він отримає можливість особливе креслення або стиль одягу. Гравці також можуть отримати креслення, виконуючи завдання Комерсантів (персонажів-власників власних фірм). Як правило, вони можуть створити близько 5-10 предметів для персонажів, залежно від рівня міста гравця (1-5 рівень) і Сутності, до яких вони мають доступ. Сутності використовуються для цілого ряду дій, включаючи забарвлення стін, створення предметів, а також прикрас. Сутності можуть бути знайдені в різних місцях міста або за рахунок взаємодії з персонажами або об'єктами. Міні-ігри в версії DS включають бадмінтон, парапланеризм, дайвінг та інші.

## Відгуки
| Агрегатор    | Оцінка                         |
| ------------ | ------------------------------ |
| GameRankings | 70 % (Wii) 65 % (DS)           |
| Metacritic   | 68 of 100 (Wii) 67 of 100 (DS) |

| Видання                    | Оцінка                    |
| -------------------------- | ------------------------- |
| 1Up.com                    | B (Wii)                   |
| Eurogamer                  | 8 of 10 (Wii)             |
| Game Informer              | 8 of 10 (Wii)             |
| GameSpot                   | 6.5/10 (Wii) 6.5/10 (DS)  |
| GameSpy                    | 4.5 of 5 (Wii) 4.5/5 (DS) |
| IGN                        | 7.0/10 (Wii) 6.9/10 (DS)  |
| Official Nintendo Magazine | 94 % (Wii) 86 % (DS)      |